# Кобылеччина
Кобылеччина (укр. Кобилеччина) — село в Золочевской городской общине Золочевского района Львовской области Украины.
Население по переписи 2001 года составляло 21 человек. Занимает площадь 0,237 км². Почтовый индекс — 80743. Телефонный код — 3265.